# 医王寺 (鴻巣市)
医王寺（いおうじ）は、埼玉県鴻巣市にある真言宗豊山派の寺院。

## 歴史
創建年代は不明であるが、賢秀によって開山された。1607年（慶長12年）の『武州足立郡箕田内大芦村御検地水帳』に記載されていることから、その頃までには既に存在していたものと推測される。
本堂の西に小高い丘があり「御嶽山」と呼ばれている。その上には地元の御嶽講によって造立された木曽御嶽山登拝を記念する石碑がある。丘のふもとには御嶽信仰を広めた普寛の石像がある。

## 交通アクセス
- 吹上駅より徒歩25分。